# Tamatia pie
Notharchus tectus
Espèce
Statut de conservation UICN

 LC  : Préoccupation mineure
Le Tamatia pie (Notharchus tectus) est une espèce d'oiseau de la famille des Bucconidae.